# Sminthopsis macroura
Sminthopsis macroura é uma espécie de marsupial da família Dasyuridae. Endêmica da Austrália.
- Nome Científico: Sminthopsis macroura (Gould,1845)

- Sinônimo do nome científico da espécie: Sminthopsis monticola, Sminthopsis stalkeri;

## Características
Este Dunnart tem um comprimento de 15–19 cm, a cauda de 8–10 cm. Seu peso varia entre 15-25 gramas. Tem uma linha escura entre as orelhas na parte superior do focinho até as narinas, tem a pelagem castanha claro com uma listra dorsal mais escura. A cauda é grossa de gordura tornando-se fina na ponta.
Nota: Sminthopsis stalkeri é considerado sinônimo de Sminthopsis macroura;

## Hábitos alimentares
Sua dieta consiste em cupins e formigas;

## Características de reprodução
A reprodução acontece de julho a fevereiro e tem um período de gestação de 11 dias, o mais curto de qualquer mamífero. Os filhotes vivem na bolsa em 40 dias e são desmamados em 70 dias. Há geralmente duas ninhadas por temporada.

## Habitat
Habita solos arenosos com pastagens, dunas, campos, cerrados, matagais e savanas;

## Distribuição Geográfica
Noroeste de Nova Gales do Sul, Oeste de Queensland, Sul do Território do Norte, Norte da Austrália Meridional, Norte da Austrália Ocidental;

## Subespécies
- Subespécie: Sminthopsis macroura froggatti? (Ramsay, 1887)

Sinônimo do nome científico da subespécie: Antechinus froggatti, Sminthopsis larapinta;
Nome popular: Larapinta, Dunnart-de-face-listrada;
Nota: Considerado espécie distinta pelo governo australiano;
Local: Território do Norte, Austrália Meridional, Austrália Ocidental;
- Subespécie: Sminthopsis macroura larapinta? (Spencer, 1896)

Sinônimo do nome científico da subespécie: Sminthopsis larapinta;
Nota: Considerado sinônimo de Sminthopsis macroura;
Local: Charlotte Waters, Território do Norte;
- Subespécie: Sminthopsis macroura macroura (Gould, 1845)

Local: Nova Gales do sul,Território do Norte, Queensland, Austrália Meridional;
- Subespécie: Sminthopsis macroura monticola? (Troughton, 1965)

Sinônimo do nome científico da subespécie: Sminthopsis monticola;
Nota: Considerado sinônimo de Sminthopsis macroura;
Local: Nova Gales do Sul;
- Subespécie: Sminthopsis macroura stalkeri? (Thomas, 1906)

Sinônimo do nome científico da subespécie: Sminthopsis stalkeri;
Nota: Considerado espécie distinta pelo governo australiano;
Local: Território do Norte, Austrália Meridional;